# Steber Brezmadežnega spočetja, Rim
Steber brezmadežnega spočetja (ital. La Colonna della Immacolata) je spomenik iz 19. stoletja v osrednjem Rimu, ki prikazuje Devico Marijo in stoji na tako imenovanem Piazza Mignanelli proti jugovzhodnemu delu Španskega trga. Ustrezno je bil postavljen pred pisarnami Palazzo di Propaganda Fide (Uradi za oznanjevanje vere), ki se zdaj preimenuje Družba za oznanjevanje evangelija.
Marijin spomenik je zasnoval arhitekt Luigi Poletti, dejansko podobo na vrhu je oblikoval Giuseppe Obici, naročil pa jo je Ferdinand II., kralj dveh Sicilij. Delno je hotel končati spor med Neapljem in Papeško državo, ki se je razvil v zadnjem stoletju, ko je Neapelj ukinil Chinea, letni poklon, ki so ga neapeljski kralji plačali kot vazali papežem.
Od decembra 1953 so papeži vsako leto obiskovali spomenik in ob podpori rimskih gasilcev ob praznovanju Brezmadežnega spočetja ponudili šopek rož na dnu stebra.

## Zgodovina in opis
Steber je bil posvečena 8. decembra 1857 ob praznovanju nedavno sprejete (1854) dogme o brezmadežnem spočetju. Dogma je bila razglašena za ex cathedra v papeški buli Ineffabilis Deus papeža Pija IX. Struktura je kvadratna marmorna baza s kipi biblijskih likov na vogalih, ki podpirajo steber iz cipolinskega marmorja visok 11,8 metra. Na vrhu stebra je bronast kip Device Marije, delo Giuseppeja Obicija. Uporabljajo se standardni atributi brezmadežnega spočetja: devica na polmesecu, na vrhu sveta, tolče kačo (simbol izvirnega greha, ki je bil dodeljen vsem ljudem od Adama in Eve, razen Devici Mariji).
Korintski steberg je bil izklesan v starem Rimu in je bil odkrit leta 1777 med gradnjo samostana Santa Maria della Concezione, ki je stal na tem območju, mestu nekdanjega Campusa Martiusag. Prvotni steber je nekoč nosil boginjo Minervo, ki je nosila ščit, zdaj izgubljen v zgodovini. Na dnu so štirje kipi hebrejskih figur, ki so oznanjali devičino rojstvo, vsak skupaj s citatom svetopisemskega verza v latinščini, med drugim David (Adam Tadolini), Izaija (Salvatore Revelli), Ezekiel (Carlo Chelli) in Mojzes (avtor Ignazio Jacometti). Okoli leta 1922–30 je bila replika stebra postavljena v kampusu svete Marije iz jezera v Mundeleinu v Illinoisu.
| Svetopisemski kipi na bazi Stebra brezmadežnega spočetja | Svetopisemski kipi na bazi Stebra brezmadežnega spočetja | Svetopisemski kipi na bazi Stebra brezmadežnega spočetja | Svetopisemski kipi na bazi Stebra brezmadežnega spočetja |
| -------------------------------------------------------- | -------------------------------------------------------- | -------------------------------------------------------- | -------------------------------------------------------- |
|                                                          |                                                          |                                                          |                                                          |
| Patriarh Mojzes, Ignazio Jacometti                       | Prerok Izaija, Salvatore Revelli                         | Kralj David, Adam Tadolini                               | Videc Ezekiel, Carlo Chelli                              |

## Žvižg patriarha Mojzesa
Mojzesov kip je bil vir satirične šale, ki se je nanašala na bližnji kip Pasquina, v katerem naj bi se rimski kip poskušal pogovarjati s svetopisemskim kipom, na kar je odgovoril s piskom. Ko je kip Pasquino vprašal, zakaj ne more govoriti, je bila omenjena srhljiva drža ustnic kipa. Na tem trgu, ki ga danes na sprehodu obiskujejo turisti, imajo lahko žvižganje in rogovi drugo spolno konotacijo, kar ima za posledico šalo, ki včasih vključuje tudi spolno sklicevanje na rogove na Mojzesovi glavi in njegovo razcepljeno brado. Brez povezave svetopisemski rogovi svetlobe v tradicionalni katoliški ikonografiji izhajajo iz prevoda Svetega pisma Vulgata.

## Družba z rimskimi gasilci
Steber je postavil mestni gasilec. Očividec, Juliana Forbes, piše: »Bila je na boku in je bil dvignjen pravokotno. Dvignili so ga gasilci z vitli. Ob vsakem vitlu je bilo šestnajst mož in več poveljnikov, ki so jih gasilci ob zvoku rogov obračali naokrog. To je bilo 18. decembra«.
Vsakega 8. december, na dan praznika Brezmadežnega spočetja, tukaj poteka slovesnost, pogosto je prisoten papež, kjer vodja italijanske gasilske enote podari šopek z geslom »Flammas domamus, donamus Corda« (v prevodu: »Zaustavimo požare, dajmo svoje srce«), medtem ko se z gasilskim vozilom položi šopek okoli desne roke kipa Device Marije, drugi šopek, okrašen z oznako SPQR, pa na dno kipa.